# Rejon nowojaryczowski
Rejon nowojaryczowski (ukr. Новояричівський район) – dawna jednostka podziału administracyjnego Ukraińskiej Socjalistycznej Republiki Radzieckiej w Związku Socjalistycznych Republik Radzieckich w latach 1940–1941 i 1944–1962. Należał do obwodu lwowskiego. Siedziba władz rejonu znajdowała się w Jaryczowie Nowym.
Rejon nowojaryczowski został utworzony 17 stycznia 1940 na podstawie dekretu Prezydium Rady Najwyższej USRR o podziale na rejony zachodnich obwodów USRR, kiedy to w obwodzie lwowskim utworzono 37 rejonów, między innymi nowojaryczowski. Rejon objął miasto Jaryczów Nowy oraz obszary zniesionych gmin Biłka Szlachecka, Jaryczów Stary, Krzywczyce i Prusy. Obszary te należały przed wojną do powiatu lwowskiego w województwie lwowskim.
Rejon nowojaryczowski przestał istnieć wraz z wybuchem wojny niemiecko-radzieckiej 22 czerwca 1941. Jego tereny weszły w skład Landkreis Lemberg dystryktu galicyjskiego Generalnego Gubernatorstwa.
Rejon został odtworzony 23 lipca 1944, po zajęciu tych terenów przez Armię Czerwoną. Włączono do niego ponownie obszar przedwojennej gminy Krzywczyce, która w latach 1941–44 należała do Lwowa.
4 marca 1959 do rejonu nowojaryczowskiego włączono części zniesionych rejonów kulikowskiego i nowomilatyńskiego.
23 września 1959 do rejonu nowojaryczowskiego włączono część zniesionego rejonu winnikowskiego.
W grudniu 1962 rejon nowojaryczowski zniesiono, włączając jego obszar do rejonu kamioneckiego, oprócz Krzywczyc i Lesienic, które ponownie włączono do Lwowa.